# Torfkahn (Steinhude)

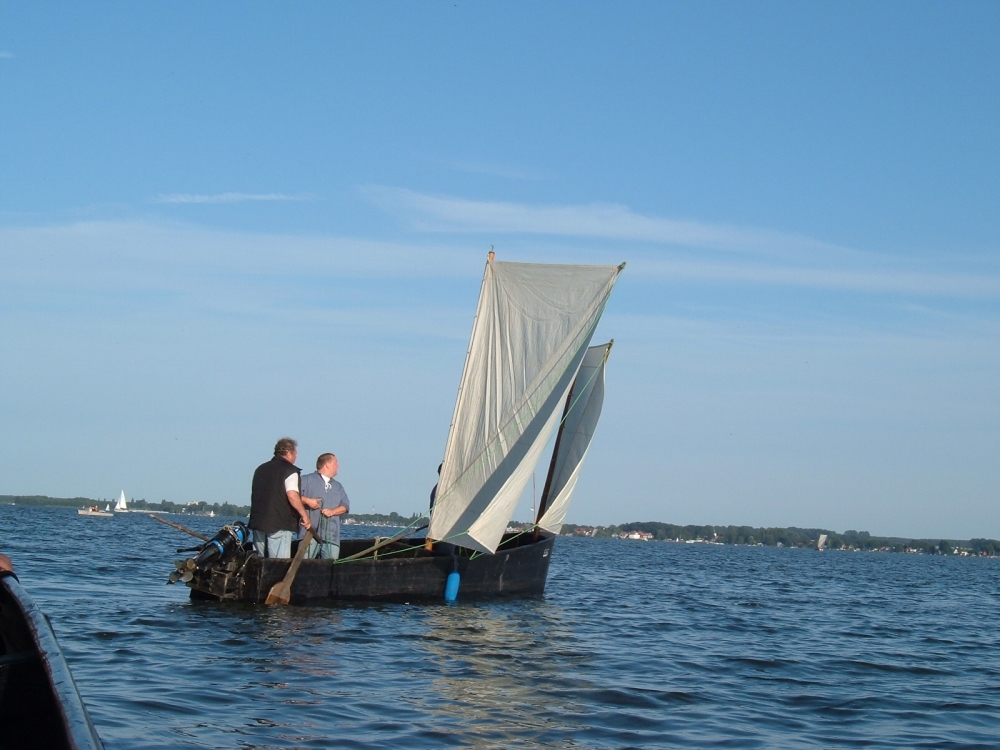
Torfkahn auf dem Steinhuder Meer

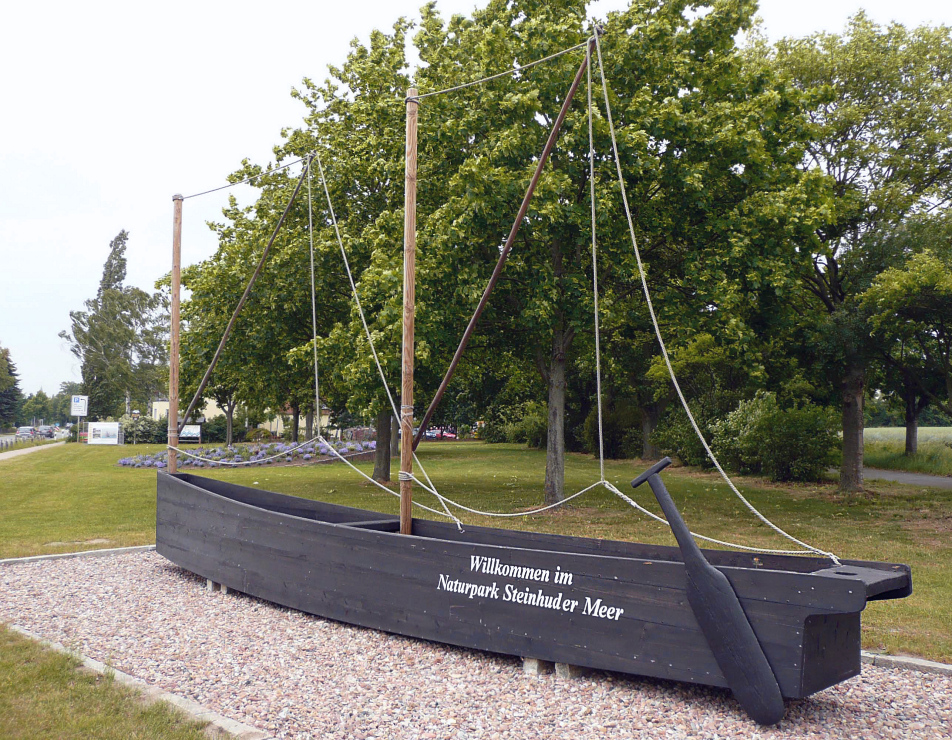
Ausgestellter Torfkahn am westlichen Ortseingang in Steinhude

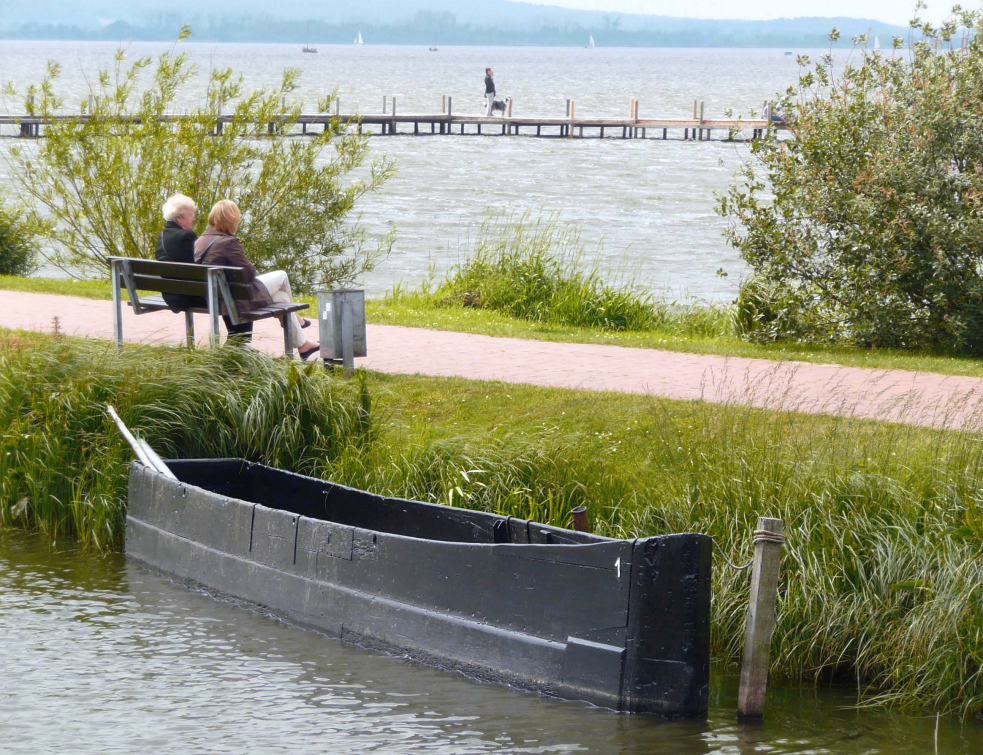
Vertäuter Torfkahn

Ein Steinhuder Torfkahn ist ein traditionelles Arbeitsboot auf dem Steinhuder Meer.
Auch in anderen Regionen gibt es Torfkähne, deren Konstruktionsweise sich zum Teil stark unterscheidet.

## Beschreibung
Der Torfkahn wird noch heute als Arbeitsboot der Fischer auf dem Steinhuder Meer verwendet. In früheren Zeiten wurde er für jeglichen Transport auf dem See eingesetzt, so etwa zum Transport von Torf aus dem Toten Moor im Osten des Steinhuder Meeres, der bis ins 20. Jahrhundert wichtiges Heizmaterial war.
Der Ursprung dieser Schiffbautradition liegt vermutlich in der mittleren Steinzeit um 8000 v. Chr. Ausgehend von einem Einbaum wurden später mehrere Bäume zusammengesetzt und mit einer Setzbordplanke (quer) verstärkt.So bestehen die heutigen Torfkähne, die etwa 9 Meter lang sind, aus drei bis vier 8 bis 10 cm starken Eichenbohlen, auf die ohne Verwendung von Spanten die Planken aufgesetzt werden. Auf den Boden ist vorn ein massiver dreieckig zugespitzter Eichenklotz (Keil) als Steven aufgesetzt. Etwa in der Mitte des Schiffes befindet sich das 50 cm hohe und 10 cm starke Schott. Den hinteren Abschluss bildet das 8 bis 10 cm starke Spiegelschott.
Die Schiffe mit Sprietsegeltakelung waren als „Einhandsegelschiffe“ ausgelegt mit zwei nach vorn geneigten Masten. Der Vordere direkt am Steven, der zweite mit dem größeren Großsegel in einer eisernen Öse an der Mittelsäte (dem Schott). Wanten und Stage sind bei einer Segelfläche von 7 bis 8 m² noch nicht erforderlich. Das Vorsegel ist 4,5 bis 5 m² groß. Daraus ergibt sich eine Gesamtsegelfläche von 11,5 bis 13 m². Der Torfkahn besitzt kein Schwert. Bei Krängung des Boots (seitliches Kippen entlang der Längsachse) taucht die untere leeseitige Kante des Rumpfes tiefer ins Wasser ein und vermindert die Abdrift.
Gesteuert wird der Torfkahn beim Segeln mit einem spatenförmigen Seitenruder, dem sogenannten Firrer.
Bei Fahrt ohne Segel wurde früher „gestakt“, indem man sich mit einem 3 bis 5 m langen Holzstab, dem Staken (meist der entrindete Stamm eines jungen Baums), am Bug vom Seegrund abdrückt und das Boot in Fahrtrichtung schiebt. Es war üblich, sich beim Abdrücken auf dem Kahn von vorne nach hinten zu bewegen, um auch die Beinmuskeln einzusetzen. Diese Art der Fortbewegung ist in einem so flachem Gewässer wie dem Steinhuder Meer recht effektiv. Der Staken kann am Heck durch eine Schelle in den Grund gestoßen werden und sichert dann das Boot gegen das Abtreiben, z. B. beim Torfstechen, Fischen oder Einholen der Reusen. Ein Torfkahn hat meist mehrere Staken an Bord.
Ein weiteres, nur auf dem Steinhuder Meer zu findendes Arbeitsboot ist der Auswanderer.